# Carlos Manuel Gonçalves Alonso
Carlos Manuel Gonçalves Alonso   (Luanda, 11 d'octubre de 1978), anomenat Kali, és un exfutbolista angolès de la dècada de 2000.
Fou internacional amb la selecció de futbol d'Angola.
Pel que fa a clubs, destacà a Santa Clara, Barreirense, FC Sion i AC Arles-Avignon.

## Partits internacionals
| Selecció de futbol d'Angola | Selecció de futbol d'Angola | Selecció de futbol d'Angola |
| Any                         | Partits                     | Gols                        |
| --------------------------- | --------------------------- | --------------------------- |
| 2003                        | 5                           | 0                           |
| 2004                        | 8                           | 0                           |
| 2005                        | 4                           | 0                           |
| 2006                        | 10                          | 0                           |
| 2007                        | 7                           | 0                           |
| 2008                        | 13                          | 0                           |
| 2009                        | 12                          | 0                           |
| 2010                        | 11                          | 0                           |
| 2011                        | 3                           | 0                           |
| Total                       | 73                          | 0                           |